# 辛·伊凯沙姆
辛·伊凯沙姆（约公元前1840年——约公元前1836年前后在位）（英語：Sin-Iqisham）阿摩利人的拉尔萨国王之一。约活动于公元前19世纪前后的美索不达米亚的拉尔萨城邦，承袭辛·埃瑞巴姆之位。在位约四年，曾于统治期间对外用兵并获得胜利。死后由西里·阿达德继任君位。